# Ghiacciai dell'Antartide (A-H)

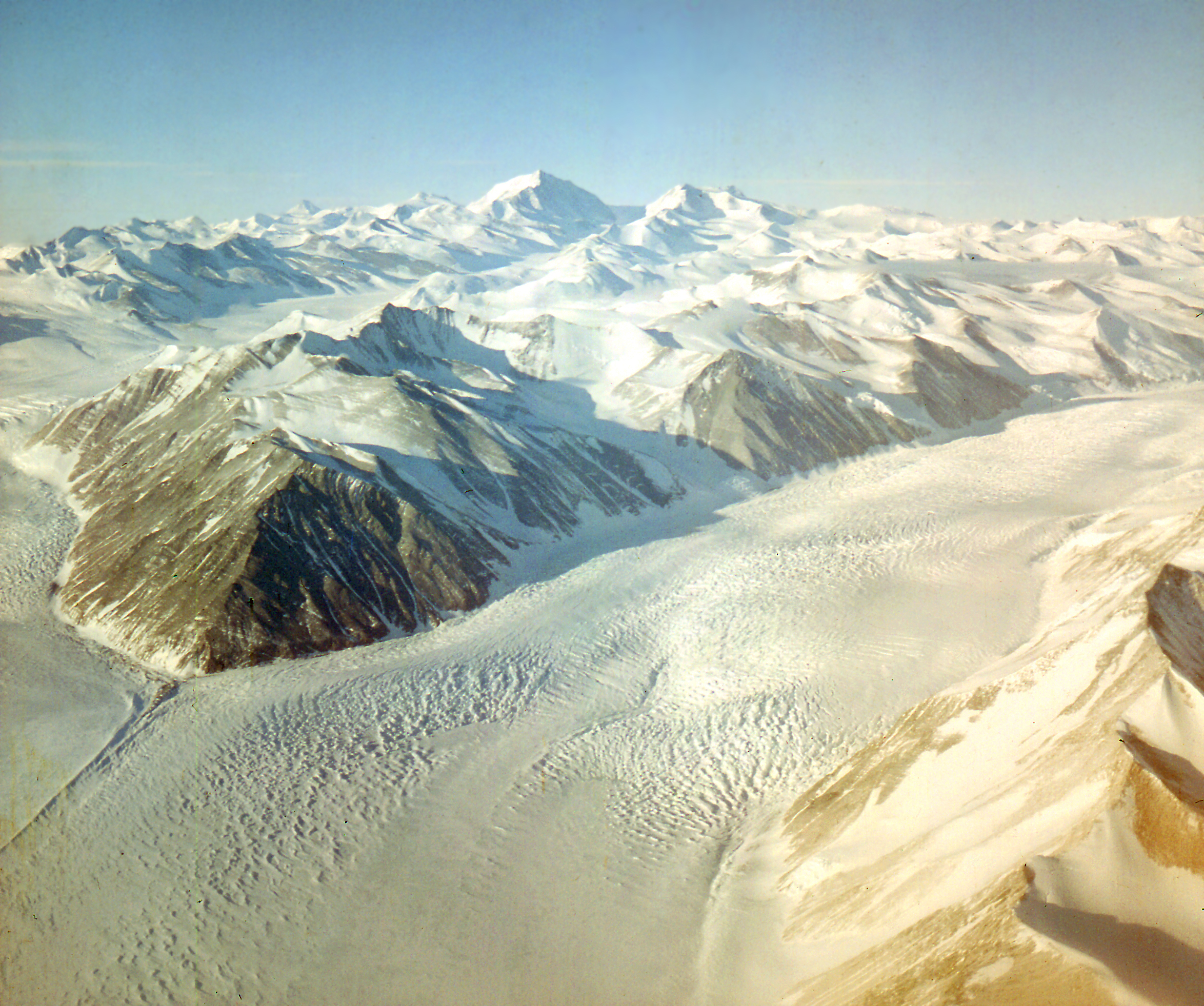
Vista aerea del ghiacciaio Beardmore nel 1956.

Questa lista dei ghiacciai dell'Antartide comprende le formazioni le cui iniziali sono comprese tra la lettera A e la lettera H. La lista non include le calotte di ghiaccio, le cappe di ghiaccio e i campi di ghiaccio, ma include le formazioni glaciali che sono definite dai loro flussi. Questa lista include ghiacciai di sbocco, ghiacciai vallivi, ghiacciai di circo, ghiacciai di bassa costa e flussi di ghiaccio. Questi ultimi sono da considerarsi a tutti gli effetti un tipo di ghiacciaio, tant'è che molti di loro hanno la parola "ghiacciaio" nel loro nome, uno su tutti il ghiacciaio Pine Island (così chiamato in onore della USS Pine Island (AV-12)).
Nella lista non sono inoltre incluse le piattaforme di ghiaccio, elencate in un'altra apposita lista.
Va inoltre specificato che i ghiacciai qui elencati sono quelli che si trovano ad una latitudine maggiore di 60°S, ossia oltre la latitudine che, stando al Trattato Antartico, delimita l'Antartide.

## La lista dalla A alla H
| Nome del ghiacciaio                                        | Coordinate            | Lunghezza km | Larghezza km |
| ---------------------------------------------------------- | --------------------- | ------------ | ------------ |
| Ghiacciaio Aagaard                                         | 66°46′S 64°31′W       | 13           |              |
| Ghiacciaio Aaron                                           | 85°08′S 90°40′W       | 6,4          |              |
| Ghiacciaio dell'Accademia                                  | 84°15′S 61°00′W       |              |              |
| Ghiacciaio Acosta                                          | 71°58′S 100°55′W      | 3,2          |              |
| Ghiacciaio Adams (Terra Vittoria)                          | 78°07′S 163°38′E      |              |              |
| Ghiacciaio Adams (Terra di Wilkes)                         | 66°50′S 109°40′E      | 32           |              |
| Ghiacciaio Aeronaut                                        | 73°16′S 163°36′E      | 35           |              |
| Ghiacciaio Afrodite                                        | 68°47′S 64°32′W       | 25,5         |              |
| Ghiacciaio Agalina                                         | 64°26′S 61°26′W       | 4,8          |              |
| Ghiacciaio Ahern                                           | 81°47′S 159°10′E      |              |              |
| Ghiacciaio Ahlmann                                         | 67°52′S 65°45′W       |              |              |
| Ghiacciaio Ahrnsbrak                                       | 79°48′S 82°18′W       |              |              |
| Ghiacciaio Aiken                                           | 77°38′S 163°24′E      |              |              |
| Ghiacciaio Airy                                            | 69°13′S 66°20′W       | 37           |              |
| Ghiacciaio Aitkenhead                                      | 63°57′S 58°44′W       | 17           |              |
| ghiacciaio Akaga                                           | 64°34′S 60°28′W       | 5,7          | 5,5          |
| Ghiacciaio Akebono                                         | 68°07′S 42°53′E       |              |              |
| Ghiacciaio Albanus                                         | 85°52′S 151°00′W      | 40           |              |
| Ghiacciaio Alberich                                        | 77°36′S 161°36′E      |              |              |
| Ghiacciaio Alberts                                         | 66°52′S 64°53′W       | 13           |              |
| Ghiacciaio Albone                                          | 64°13′S 59°42′W       |              |              |
| Ghiacciaio Albrecht Penck                                  | 76°40′S 162°20′E      |              |              |
| Ghiacciaio Aleksiev                                        | 64°37′S 60°32′W       | 10,5         | 3            |
| Ghiacciaio Algie                                           | 82°08′S 162°05′E      | 40,2         |              |
| Ghiacciaio Alice                                           | 83°58′S 170°00′E      | 20,9         |              |
| Ghiacciaio Alley                                           | 79°58′S 158°05′E      |              |              |
| Ghiacciaio Allison                                         | 78°16′S 161°55′E      |              |              |
| Ghiacciaio Altimir                                         | 64°36′S 63°09′W       | 4,8          | 5,5          |
| Ghiacciaio Alt                                             | 71°06′S 162°31′E      | 7            |              |
| Ghiacciaio Altarduken                                      | 71°39′S 11°26′E       |              |              |
| Ghiacciaio Alvarez                                         | 70°53′S 162°20′E      |              |              |
| Ghiacciaio Alyabiev                                        | 71°42′S 72°40′W       |              |              |
| Ghiacciaio Ambergris                                       | 65°43′S 62°37′W       |              |              |
| Ghiacciaio Amos                                            | 77°49′S 163°39′E      |              |              |
| Ghiacciaio Amphitheatre                                    | 78°17′S 163°04′E      |              |              |
| Ghiacciaio Amundsen                                        | 85°35′S 159°00′W      | 128          |              |
| Ghiacciaio Anandakrishnan                                  | 75°32′S 140°05′W      | 28           |              |
| Ghiacciaio Anchialus                                       | 77°51′50″S 85°24′30″W | 8,5          |              |
| Ghiacciaio Anderson                                        | 66°24′S 63°55′W       | 20           |              |
| Ghiacciaio Anderton                                        | 74°41′S 162°22′E      | 13           |              |
| Ghiacciaio Andrew                                          | 63°53′S 59°40′W       | 6            |              |
| Ghiacciaio Anna                                            | 62°02′S 58°12′W       |              |              |
| Ghiacciaio Ant Hill                                        | 78°49′S 161°30′E      |              |              |
| Ghiacciaio Antevs                                          | 67°19′S 66°49′W       |              |              |
| Ghiacciaio Anthony                                         | 69°47′S 62°45′W       |              |              |
| Ghiacciaio Anu Whakatoro                                   | 77°17′S 161°42′E      | 1,12         |              |
| Ghiacciaio Anuchin                                         | 71°17′S 13°31′E       |              |              |
| Ghiacciaio Apfel                                           | 66°25′S 100°35′E      | 9            |              |
| Ghiacciaio Apollo                                          | 68°50′S 64°45′W       | 15,5         |              |
| Ghiacciaio Arago                                           | 64°51′S 62°23′W       |              |              |
| Ghiacciaio Arapya                                          | 78°11′40″S 84°54′00″W | 11,4         | 5            |
| Ghiacciaio Archer                                          | 65°10′S 63°05′W       |              |              |
| Ghiacciaio Arena                                           | 63°24′S 57°03′W       | 5,1          |              |
| Ghiacciaio Arensky                                         | 71°39′S 72°15′W       |              |              |
| Ghiacciaio Argentina                                       | 62°41′S 60°24′W       |              |              |
| Ghiacciaio Argo                                            | 83°22′S 157°30′E      | 19           |              |
| Ghiacciaio Argonauta                                       | 73°13′S 166°42′E      | 16           |              |
| Ghiacciaio Argosy                                          | 83°22′S 157°30′E      | 30           |              |
| Ghiacciaio Armira                                          | 63°01′S 62°32′W       | 3            |              |
| Ghiacciaio Armstrong                                       | 71°31′S 67°30′W       |              |              |
| Ghiacciaio Arneb                                           | 72°25′S 170°02′E      | 6            |              |
| Ghiacciaio Arriens                                         | 73°27′S 68°24′E       |              |              |
| Ghiacciaio Arruiz                                          | 70°39′S 162°09′E      |              |              |
| Ghiacciaio Arthur                                          | 77°03′S 145°15′W      | 46           |              |
| Ghiacciaio Asafiev                                         | 71°05′S 70°45′W       |              |              |
| Ghiacciaio Ascent                                          | 83°13′S 156°24′E      | 17           |              |
| Ghiacciaio Ashton                                          | 70°44′S 61°57′W       | 15,3         |              |
| Ghiacciaio Ashworth                                        | 85°01′S 169°15′E      | 4,83         |              |
| Ghiacciaio Asimut                                          | 71°23′S 13°42′E       |              |              |
| Ghiacciaio Assender                                        | 67°36′S 46°25′E       |              |              |
| Ghiacciaio Astakhov                                        | 70°45′S 163°21′E      |              |              |
| Ghiacciaio Astapenko                                       | 70°40′S 163°00′E      | 18           |              |
| Ghiacciaio Aster                                           | 78°35′S 85°00′W       |              |              |
| Ghiacciaio Astro                                           | 82°54′S 157°20′E      |              |              |
| Ghiacciaio Astrolabe                                       | 66°45′S 139°55′E      | 16           |              |
| Ghiacciaio Astronaut                                       | 73°05′S 164°05′E      | 50           |              |
| Ghiacciaio Astudillo                                       | 64°53′S 62°51′W       |              |              |
| Ghiacciaio Atena                                           | 68°56′S 64°00′W       | 17           |              |
| Ghiacciaio Atka                                            | 76°41′S 161°33′E      |              |              |
| Ghiacciaio Atkinson                                        | 71°30′S 167°25′E      |              |              |
| Ghiacciaio Attlee                                          | 66°13′S 63°46′W       | 13,6         |              |
| Ghiacciaio Aurora                                          | 77°37′S 167°38′E      |              |              |
| Ghiacciaio Auster                                          | 67°12′S 50°45′E       | 3,2          |              |
| Ghiacciaio Austreskorve                                    | 71°50′S 5°40′E        |              |              |
| Ghiacciaio Aviator                                         | 73°50′S 165°03′E      | 96           |              |
| Ghiacciaio Avsyuk                                          | 67°07′S 67°15′W       |              |              |
| Ghiacciaio Axel Heiberg                                    | 85°25′S 163°00′W      | 48           |              |
| Ghiacciaio Bachtold                                        | 77°03′S 16°20′W       |              |              |
| Ghiacciaio Backstairs Passage                              | 75°02′S 162°36′E      | 3,7          |              |
| Ghiacciaio Bader                                           | 67°37′S 66°45′W       |              |              |
| Ghiacciaio Bagshawe                                        | 64°56′S 62°35′W       |              |              |
| Flusso di ghiaccio Bailey                                  | 79°00′S 30°00′W       |              |              |
| Ghiacciaio Baker                                           | 72°46′S 169°15′E      | 7            |              |
| Ghiacciaio Balakirev                                       | 71°25′S 70°01′W       |              |              |
| Ghiacciaio Balch                                           | 66°50′S 64°48′W       | 17           |              |
| Ghiacciaio Balchen                                         | 76°23′S 145°10′W      |              |              |
| Ghiacciaio Baldwin                                         | 85°06′S 177°10′W      |              |              |
| Ghiacciaio Balish                                          | 79°25′S 84°30′W       | 32           |              |
| Ghiacciaio Ball (Terra Vittoria)                           | 78°03′S 162°50′E      |              |              |
| Ghiacciaio Bally                                           | 81°22′S 159°12′E      | 11           |              |
| Ghiacciaio Baranowski                                      | 62°12′S 58°27′W       |              |              |
| Ghiacciaio Barber                                          | 70°26′S 162°45′E      |              |              |
| Ghiacciaio Barcus                                          | 74°15′S 62°00′W       |              |              |
| Ghiacciaio Bargh                                           | 73°05′S 168°46′E      | 10           |              |
| Ghiacciaio Barkov                                          | 71°46′S 10°27′E       |              |              |
| Ghiacciaio Barne                                           | 77°36′S 166°26′E      |              |              |
| Ghiacciaio Barnes                                          | 67°32′S 66°25′W       |              |              |
| Ghiacciaio Barnett                                         | 70°59′S 167°30′E      |              |              |
| Ghiacciaio Baronick                                        | 78°36′S 161°50′E      | 11           |              |
| Ghiacciaio Barré                                           | 66°35′S 138°40′E      | 9            | 9            |
| Ghiacciaio Barrett                                         | 84°37′S 174°10′W      | 28           |              |
| Ghiacciaio Bartlett                                        | 86°15′S 152°00′W      | 60           |              |
| Ghiacciaio Bartley                                         | 77°32′S 162°13′E      |              |              |
| Ghiacciaio Bartók                                          | 69°38′S 71°00′W       | 13           |              |
| Ghiacciaio Bartrum                                         | 79°44′S 158°44′E      | 7            |              |
| Ghiacciaio Bates                                           | 74°13′S 163°51′E      | 11           |              |
| Ghiacciaio Battye                                          | 70°52′S 67°54′E       |              |              |
| Ghiacciaio Baxter                                          | 76°40′S 161°51′E      |              |              |
| Ghiacciaio Bayly                                           | 64°37′S 61°50′W       |              |              |
| Ghiacciaio Beaglehole                                      | 66°33′S 64°07′W       |              |              |
| Ghiacciaio Beakley                                         | 73°51′S 119°50′W      |              |              |
| Ghiacciaio Beaman                                          | 70°58′S 164°38′E      |              |              |
| Ghiacciaio Beardmore                                       | 83°45′S 171°00′E      | 160          |              |
| Ghiacciaio Bearman                                         | 72°21′S 99°10′W       |              |              |
| Ghiacciaio Beaumont                                        | 72°02′S 62°00′W       |              |              |
| Ghiacciaio Beaver (Terra di Enderby)                       | 67°02′S 50°40′E       | 24           |              |
| Ghiacciaio Beaver (Dipendenza di Ross)                     | 83°24′S 169°30′E      | 24           |              |
| Ghiacciaio Behr                                            | 72°55′S 168°05′E      | 11           |              |
| Ghiacciaio Belgica                                         | 65°23′S 63°50′W       | 8            |              |
| Ghiacciaio Bell                                            | 66°42′S 124°54′E      |              |              |
| Ghiacciaio Bellisime                                       | 72°19′S 99°53′W       | 7            |              |
| Ghiacciaio Belogradchik                                    | 65°41′S 62°42′W       | 14           | 5,6          |
| Ghiacciaio Bender                                          | 78°43′S 85°20′W       |              |              |
| Ghiacciaio Berisade                                        | 78°25′20″S 84°51′50″W | 4,5          | 1,5          |
| Ghiacciaio Berkovitsa                                      | 62°34′S 60°41′W       | 5            |              |
| Ghiacciaio Berry                                           | 75°00′S 134°00′W      | 40           |              |
| Ghiacciaio Bertram                                         | 70°50′S 67°28′W       | 25,5         | 30,5         |
| Ghiacciaio Bertoglio                                       | 79°18′S 160°20′E      | 17           |              |
| Ghiacciaio Bevin                                           | 66°17′S 63°47′W       | 8,5          |              |
| Ghiacciaio Bilgeri                                         | 66°01′S 64°47′W       |              |              |
| Flusso di ghiaccio Bindschadler                            | 81°00′S 142°00′W      |              |              |
| Ghiacciaio Bingham                                         | 69°23′S 63°10′W       | 25,5         |              |
| Ghiacciaio Birley                                          | 65°58′S 64°21′W       | 18           |              |
| Ghiacciaio Bishop                                          | 69°42′S 71°27′W       |              |              |
| Ghiacciaio Bistra                                          | 63°00′S 62°35′W       | 1,75         |              |
| Ghiacciaio Black                                           | 71°40′S 164°42′E      |              |              |
| Ghiacciaio Blagun                                          | 66°51′S 66°03′W       | 13           | 2,3          |
| Ghiacciaio Blaiklock                                       | 80°30′S 29°51′W       | 30           |              |
| Ghiacciaio Blair                                           | 66°45′S 124°32′E      |              |              |
| Ghiacciaio Blanchard                                       | 64°44′S 62°05′W       |              |              |
| Ghiacciaio Blankenship                                     | 77°59′S 161°46′E      |              |              |
| Ghiacciaio Blériot                                         | 64°25′S 61°10′W       |              |              |
| Ghiacciaio Böhnecke                                        | 72°23′S 61°25′W       | 6,0          |              |
| Ghiacciaio Bolgrad                                         | 78°44′S 85°08′W       | 7,4          |              |
| Ghiacciaio Bolton                                          | 65°01′S 62°58′W       |              |              |
| Ghiacciaio Bombardier                                      | 64°19′S 59°59′W       |              |              |
| Ghiacciaio Bond                                            | 66°58′S 109°00′E      |              |              |
| Ghiacciaio Borchgrevink (Terra della Regina Maud)          | 72°10′S 21°30′E       |              |              |
| Ghiacciaio Borchgrevink (Terra Vittoria)                   | 73°04′S 168°30′E      |              |              |
| Ghiacciaio Boryana                                         | 64°08′S 60°14′W       | 11           | 3,2          |
| Ghiacciaio Boschert                                        | 74°43′S 111°30′W      |              |              |
| Ghiacciaio Bowers (Dipendenza di Ross)                     | 72°37′S 169°03′E      | 21           |              |
| Ghiacciaio Boyana                                          | 62°42′S 60°06′W       | 1,6          | 3            |
| Ghiacciaio Boyd                                            | 77°14′S 145°25′W      | 72           |              |
| Ghiacciaio Boydell                                         | 64°11′S 59°04′W       | 15,3         |              |
| Ghiacciaio Boyer                                           | 73°18′S 167°21′E      | 7            |              |
| Ghiacciaio Bozhinov                                        | 64°37′S 61°28′W       | 5            |              |
| Ghiacciaio Bradford                                        | 65°51′S 64°18′W       |              |              |
| Ghiacciaio Brandau                                         | 84°54′S 173°30′E      |              |              |
| Ghiacciaio Branscomb                                       | 78°32′S 86°05′W       | 9,5          |              |
| Ghiacciaio Breguet                                         | 64°10′S 60°48′W       |              |              |
| Ghiacciaio Breitfuss                                       | 66°58′S 64°52′W       | 17           |              |
| Ghiacciaio Brenitsa                                        | 64°53′S 61°30′W       | 14           | 4,5          |
| Ghiacciaio Bridgman                                        | 72°23′S 170°05′E      | 5            |              |
| Ghiacciaio Bornmann                                        | 72°20′S 170°13′E      |              |              |
| Ghiacciaio Brook                                           | 78°42′S 85°09′W       |              |              |
| Ghiacciaio Brown                                           | 74°50′S 65°08′W       |              |              |
| Ghiacciaio Browns                                          | 68°56′S 78°00′E       | 7            |              |
| Ghiacciaio Brückner                                        | 67°18′S 67°00′W       |              |              |
| Ghiacciaio Brunvoll                                        | 67°48′S 66°48′E       |              |              |
| Ghiacciaio Brush                                           | 74°29′S 111°36′W      |              |              |
| Ghiacciaio Bryan                                           | 73°30′S 61°33′W       |              |              |
| Ghiacciaio Bucher                                          | 67°39′S 66°50′W       |              |              |
| Ghiacciaio Bulbur                                          | 72°27′S 98°33′W       |              |              |
| Ghiacciaio Bunner                                          | 74°28′S 110°40′W      |              |              |
| Ghiacciaio Burdenis                                        | 78°14′S 86°03′W       | 6            | 1,7          |
| Ghiacciaio Burnette                                        | 72°01′S 170°03′E      |              |              |
| Ghiacciaio Burns (Dipendenza di Ross)                      | 73°57′S 164°15′E      | 22           |              |
| Ghiacciaio Burton Island                                   | 66°49′S 90°20′E       | 13           |              |
| Ghiacciaio Bussey                                          | 65°16′S 64°01′W       |              |              |
| Ghiacciaio Butamya                                         | 65°36′S 64°00′W       | 6,9          | 2,5          |
| Ghiacciaio Byrd (Dipendenza di Ross)                       | 80°20′S 159°00′E      | 135          |              |
| Ghiacciaio Byrd (Terra della Regina Maud)                  | 72°45′S 26°00′E       | 74           | 20           |
| Ghiacciaio Byway                                           | 66°30′S 65°12′W       |              |              |
| Ghiacciaio Cadman                                          | 65°37′S 63°47′W       | 14           | 2,7          |
| Ghiacciaio Cairns                                          | 78°34′S 86°00′W       |              |              |
| Ghiacciaio Campbell                                        | 74°25′S 164°22′E      | 110          |              |
| Ghiacciaio Canada                                          | 77°37′S 162°59′E      |              |              |
| Ghiacciaio Canham                                          | 71°49′S 163°00′E      | 60           |              |
| Ghiacciaio Caos                                            | 69°01′S 78°00′E       | 7            |              |
| Ghiacciaio Capsize                                         | 74°02′S 163°20′E      | 13           |              |
| Ghiacciaio Carbutt                                         | 65°09′S 62°49′W       |              |              |
| Ghiacciaio Cardell                                         | 66°25′S 65°32′W       |              |              |
| Ghiacciaio Cariddi                                         | 70°25′S 67°30′E       |              |              |
| Ghiacciaio Carlson                                         | 69°25′S 68°03′W       | 16,5         |              |
| Ghiacciaio Carlyon                                         | 79°43′S 159°50′E      | 27           |              |
| Ghiacciaio Carey                                           | 78°53′S 83°55′W       |              |              |
| Ghiacciaio Carlyon                                         | 79°43′S 159°50′E      | 27           |              |
| Ghiacciaio Carnein                                         | 74°41′S 162°54′E      | 15           |              |
| Ghiacciaio Carryer                                         | 71°17′S 162°38′E      | 22           |              |
| Ghiacciaio Casey                                           | 69°00′S 63°50′W       |              | 11           |
| Ghiacciaio Caulfeild                                       | 66°11′S 65°00′W       |              |              |
| Ghiacciaio Cayley                                          | 64°20′S 60°58′W       |              |              |
| Ghiacciaio Centurione                                      | 68°12′S 66°56′W       |              |              |
| Ghiacciaio Cervellati                                      | 78°23′S 85°43′W       | 9,5          |              |
| Ghiacciaio Chamberlin                                      | 67°34′S 65°33′W       |              |              |
| Ghiacciaio Champness                                       | 71°25′S 164°33′E      | 30           |              |
| Ghiacciaio Chapman (Terra Vittoria)                        | 70°43′S 166°24′E      |              |              |
| Ghiacciaio Chapman (Terra di Palmer)                       | 70°17′S 67°55′W       | 19           | 17           |
| Ghiacciaio Charles                                         | 72°34′S 3°26′E        |              |              |
| Ghiacciaio Chavez                                          | 73°55′S 101°15′W      | 18           |              |
| Ghiacciaio Chernomen                                       | 65°39′S 64°03′W       | 5,8          |              |
| Ghiacciaio Chernoochene                                    | 65°17′S 62°15′W       | 5            | 2            |
| Ghiacciaio Chijire                                         | 68°03′S 43°23′E       |              |              |
| Ghiacciaio Christiansen                                    | 71°32′S 35°37′E       |              |              |
| Ghiacciaio Chuchuliga                                      | 65°21′S 62°55′W       | 14           | 12           |
| Ghiacciaio Chugunov                                        | 70°43′S 163°08′E      | 30           |              |
| Ghiacciaio Chumerna                                        | 64°08′S 62°06′W       | 2,2          |              |
| Ghiacciaio Chuprene                                        | 62°58′S 62°32′W       | 4            |              |
| Ghiacciaio Ciaspola                                        | 68°19′S 66°35′W       | 15           |              |
| Ghiacciaio Clarke (Terra di Graham)                        | 68°48′S 66°56′W       | 35           |              |
| Ghiacciaio Clarke (Terra di Marie Byrd)                    | 75°11′S 139°06′W      | 13           |              |
| Ghiacciaio Clarke (Terra Vittoria)                         | 75°34′S 162°05′E      | 8            |              |
| Ghiacciaio Clarsach                                        | 69°57′S 69°17′W       |              |              |
| Ghiacciaio Clausen                                         | 76°10′S 112°03′W      |              |              |
| Ghiacciaio Clausnitzer                                     | 74°02′S 164°41′E      | 15           |              |
| Ghiacciaio Clifford                                        | 70°23′S 62°30′W       | 70           |              |
| Ghiacciaio Cline                                           | 71°40′S 62°00′W       |              |              |
| Ghiacciaio Clowes                                          | 72°56′S 60°41′W       | 3,5          |              |
| Ghiacciaio Co-pilot                                        | 73°11′S 164°22′E      | 10           |              |
| Ghiacciaio Cole                                            | 68°42′S 66°06′W       | 19           |              |
| Ghiacciaio Coleman                                         | 75°47′S 132°33′W      |              |              |
| Ghiacciaio Colorado                                        | 85°53′S 133°05′W      | 16           |              |
| Ghiacciaio Collins                                         | 73°41′S 65°55′E       | 20           |              |
| Ghiacciaio Commandant Charcot                              | 66°25′S 136°35′E      | 22           | 6            |
| Ghiacciaio Commonwealth                                    | 77°35′S 163°19′E      |              |              |
| Ghiacciaio Comrie                                          | 65°48′S 64°20′W       | 25           |              |
| Ghiacciaio Conca                                           | 65°11′S 61°57′W       |              |              |
| Ghiacciaio Conchie                                         | 71°36′S 67°15′W       |              |              |
| Ghiacciaio Conger                                          | 66°02′S 103°33′E      |              |              |
| Ghiacciaio Cooke                                           | 72°44′S 88°34′W       | 11           |              |
| Ghiacciaio Coppa                                           | 65°14′S 62°03′W       |              |              |
| Ghiacciaio Coral Sea                                       | 72°33′S 168°27′E      | 24           |              |
| Ghiacciaio Cordini                                         | 70°01′S 62°30′W       |              |              |
| Ghiacciaio Corner                                          | 74°27′S 163°40′E      | 20           |              |
| Ghiacciaio Cornovaglia                                     | 83°04′S 162°20′E      | 17           |              |
| Ghiacciaio Cornwall                                        | 80°47′S 26°16′W       | 17           |              |
| Ghiacciaio Cosmonaut                                       | 73°26′S 164°30′E      | 28           |              |
| Ghiacciaio Cosmonette                                      | 73°37′S 164°51′E      | 15           |              |
| Ghiacciaio Coulston                                        | 72°25′S 167°58′E      | 8            |              |
| Ghiacciaio Coulter                                         | 69°20′S 71°47′W       | 9            |              |
| Ghiacciaio Cox                                             | 72°12′S 101°02′W      |              |              |
| Ghiacciaio Craft                                           | 72°12′S 101°22′W      | 9            |              |
| Ghiacciaio Crane                                           | 65°20′S 62°15′W       | 50           |              |
| Ghiacciaio Crawford                                        | 70°53′S 163°13′E      |              |              |
| Ghiacciaio Crevasse Valley                                 | 76°46′S 145°30′W      | 48           |              |
| Ghiacciaio Croll                                           | 72°29′S 167°18′E      | 21           |              |
| Ghiacciaio Crono                                           | 68°51′S 64°04′W       | 10,2         | 5,1          |
| Ghiacciaio Croom                                           | 70°18′S 62°25′W       |              |              |
| Ghiacciaio Crosswell                                       | 78°17′S 85°24′W       | 16           |              |
| Ghiacciaio Crume                                           | 71°33′S 169°21′E      | 9            |              |
| Ghiacciaio Cumpston                                        | 66°59′S 65°02′W       |              |              |
| Ghiacciaio Dabrava                                         | 66°58′S 66°28′W       | 14           | 4,5          |
| Ghiacciaio Daguerre                                        | 65°07′S 63°25′W       |              |              |
| Ghiacciaio Dale                                            | 78°17′S 162°02′E      |              |              |
| Ghiacciaio Dalgopol                                        | 62°55′S 62°28′W       | 3,4          |              |
| Ghiacciaio Dålk                                            | 69°25′34″S 76°27′44″E | 15           |              |
| Ghiacciaio Darvari                                         | 64°29′S 60°17′W       | 9            | 1,7          |
| Ghiacciaio Darwin                                          | 79°53′S 159°00′E      | 112          |              |
| Ghiacciaio Daspit                                          | 68°10′S 65°45′W       | 10,2         |              |
| Ghiacciaio Dater                                           | 78°17′S 84°35′W       | 39           | 6            |
| Ghiacciaio David                                           | 75°19′S 162°00′E      | 96           |              |
| Ghiacciaio Davisville                                      | 85°17′S 128°30′W      | 48           |              |
| Ghiacciaio De Haven                                        | 67°03′S 127°32′E      |              |              |
| Ghiacciaio Deadmond                                        | 72°01′S 96°27′W       | 10           |              |
| Ghiacciaio DeAngelo                                        | 71°54′S 170°10′E      |              |              |
| Ghiacciaio Debelt                                          | 62°32′S 60°04′W       | 2,4          |              |
| Ghiacciaio Debenham                                        | 77°10′S 162°38′E      |              |              |
| Ghiacciaio DeBreuck                                        | 82°53′S 162°50′E      | 15           |              |
| Ghiacciaio Deception                                       | 78°33′S 158°33′E      |              |              |
| Ghiacciaio Decker                                          | 77°28′S 162°47′E      |              |              |
| Ghiacciaio Defant                                          | 72°32′S 61°35′W       |              | 3,5          |
| Ghiacciaio Delius                                          | 69°37′S 71°03′W       | 11           | 4            |
| Ghiacciaio Della Pia                                       | 78°34′S 85°03′W       |              |              |
| Ghiacciaio Delyo                                           | 78°15′20″S 86°00′10″W | 8            | 2,7          |
| Ghiacciaio Deming                                          | 72°00′S 168°30′E      |              |              |
| Ghiacciaio Demorest                                        | 67°22′S 65°35′W       |              |              |
| Ghiacciaio Denman                                          | 66°45′S 99°30′E       | 112          |              |
| Ghiacciaio Dennistoun                                      | 71°11′S 168°00′E      | 80           |              |
| Ghiacciaio Deposito                                        | 63°25′S 57°03′W       |              |              |
| Ghiacciaio Desudava                                        | 64°27′S 60°10′W       | 15,5         | 5            |
| Ghiacciaio Deville                                         | 64°48′S 62°35′W       |              |              |
| Ghiacciaio Devils                                          | 86°23′S 165°00′W      | 32           |              |
| Ghiacciaio DeVicq                                          | 75°00′S 131°00′W      |              |              |
| Ghiacciaio DeWald                                          | 72°19′S 167°00′E      | 9            |              |
| Ghiacciaio Diamond                                         | 79°51′S 159°00′E      | 11           |              |
| Ghiacciaio Dibble                                          | 66°17′S 134°36′E      |              |              |
| Ghiacciaio Dick                                            | 84°53′S 175°50′W      |              |              |
| Ghiacciaio Dickey                                          | 81°35′S 161°00′E      | 22           |              |
| Ghiacciaio Dimkov                                          | 64°25′S 62°38′W       | 6            |              |
| Ghiacciaio Dinsmoor                                        | 64°22′S 59°59′W       |              |              |
| Ghiacciaio Diplock                                         | 64°03′S 58°50′W       | 17           |              |
| Ghiacciaio Divdyadovo                                      | 78°47′20″S 83°58′00″W | 8            | 3            |
| Ghiacciaio Djerassi                                        | 64°13′S 62°27′W       | 6            | 7            |
| Ghiacciaio Dobbratz                                        | 79°24′S 85°05′W       |              |              |
| Ghiacciaio Dobrudzha                                       | 62°39′S 59°57′W       | 0,7          | 1,1          |
| Ghiacciaio Dolie                                           | 66°48′S 65°58′W       | 9,5          | 2,4          |
| Ghiacciaio Donnally                                        | 81°37′S 159°18′E      | 22           |              |
| Ghiacciaio Donnellan                                       | 78°36′S 85°48′W       |              |              |
| Ghiacciaio Dorchuck                                        | 74°44′S 113°56′W      | 17           |              |
| Ghiacciaio Dorrer                                          | 82°41′S 163°05′E      | 9            |              |
| Ghiacciaio Doss                                            | 82°30′S 162°21′E      |              |              |
| Ghiacciaio Douglas                                         | 73°31′S 61°45′W       |              |              |
| Ghiacciaio Dragoman                                        | 63°01′S 62°32′W       | 2,6          |              |
| Ghiacciaio Drama                                           | 78°43′30″S 84°16′00″W | 10           | 1,5          |
| Ghiacciaio Dreatin                                         | 63°54′S 58°41′W       | 12           | 7,5          |
| Ghiacciaio Driscoll                                        | 79°42′S 83°00′W       | 24           |              |
| Ghiacciaio Drummond                                        | 66°40′S 65°43′W       |              |              |
| Ghiacciaio Drygalski                                       | 64°44′S 60°44′W       | 35           | 23           |
| Ghiacciaio DuBeau                                          | 66°23′S 106°27′E      | 33           |              |
| Ghiacciaio Dugdale                                         | 71°38′S 169°50′E      | 46           |              |
| Ghiacciaio Dunn                                            | 73°36′S 165°46′E      | 12           |              |
| Ghiacciaio Dzhebel                                         | 65°18′S 62°42′W       | 15           | 11           |
| Ghiacciaio Earnshaw                                        | 68°45′S 65°11′W       | 17           |              |
| Ghiacciaio Ebbe                                            | 71°03′S 164°45′E      | 110          |              |
| Flusso di ghiaccio Echelmeyer                              | 79°10′S 150°00′E      |              |              |
| Ghiacciaio Eden                                            | 66°12′S 63°15′W       | 18,5         |              |
| Ghiacciaio Edge                                            | 82°29′S 51°07′W       |              |              |
| Ghiacciaio Edgeworth                                       | 64°23′S 59°55′W       | 20           |              |
| Ghiacciaio Edisto                                          | 72°27′S 169°53′E      |              |              |
| Ghiacciaio Egeberg                                         | 71°34′S 169°50′E      |              |              |
| Ghiacciaio El-Sayed                                        | 75°40′S 141°52′W      | 24           |              |
| Ghiacciaio Elder                                           | 72°25′S 168°46′E      | 21           |              |
| Ghiacciaio Eliason                                         | 64°15′S 59°25′W       | 8,5          |              |
| Ghiacciaio Ellen                                           | 78°13′S 84°30′W       | 35           |              |
| Ghiacciaio Elliott                                         | 66°33′S 115°14′E      |              |              |
| Ghiacciaio Ellis                                           | 71°58′S 24°17′E       | 7            |              |
| Ghiacciaio Elovdol                                         | 65°23′S 62°20′W       | 8            | 3            |
| Ghiacciaio Embree                                          | 77°59′S 85°10′W       | 32           |              |
| Ghiacciaio Emmanuel                                        | 77°54′S 162°05′E      |              |              |
| Ghiacciaio pedemontano Endeavour                           | 77°23′S 166°40′E      | 10           |              |
| Ghiacciaio Endurance                                       | 61°10′S 55°08′W       |              |              |
| Ghiacciaio Enravota                                        | 64°41′S 60°48′W       | 10           | 3,5          |
| Ghiacciaio Entrikin                                        | 80°49′S 159°30′E      | 40           |              |
| Ghiacciaio Entuziasty                                      | 70°30′S 14°30′E       |              |              |
| Ghiacciaio Epler                                           | 86°15′S 161°00′W      |              |              |
| Ghiacciaio Erden                                           | 65°10′S 62°24′W       | 6            | 2,8          |
| Ghiacciaio Erebus                                          | 77°41′S 167°00′E      |              |              |
| Ghiacciaio Ermes                                           | 68°59′S 65°15′W       | 14           |              |
| Ghiacciaio Eros                                            | 71°18′S 68°20′W       | 13           | 4            |
| Ghiacciaio Errante                                         | 82°21′S 160°58′E      | 28           |              |
| Ghiacciaio Erskine                                         | 66°29′S 65°40′W       | 16           |              |
| Ghiacciaio Eureka                                          | 69°44′S 68°45′W       | 33,3         | 31,5         |
| Flusso di ghiaccio Evans                                   | 76°00′S 78°00′W       |              |              |
| Ghiacciaio Evans                                           | 65°05′S 61°40′E       | 22           | 6,8          |
| Ghiacciaio Evison                                          | 71°41′S 163°51′E      |              |              |
| Ghiacciaio Exodus                                          | 79°54′S 157°15′E      | 7            |              |
| Ghiacciaio Exum                                            | 73°30′S 94°14′W       |              |              |
| Ghiacciaio Fahnestock                                      | 77°53′S 149°41′W      | 48           |              |
| Ghiacciaio Falkner                                         | 73°45′S 166°01′E      | 6            |              |
| Ghiacciaio Farbo                                           | 75°50′S 141°45′W      | 13           |              |
| Ghiacciaio Fendley                                         | 71°18′S 168°47′E      | 31           |              |
| Ghiacciaio Fendorf                                         | 79°30′S 84°49′W       |              |              |
| Ghiacciaio Fenton                                          | 73°03′S 61°48′W       |              |              |
| Ghiacciaio Ferrar                                          | 77°46′S 163°00′E      | 56           |              |
| Ghiacciaio Field                                           | 67°08′S 66°24′W       |              |              |
| Ghiacciaio Finley                                          | 73°35′S 165°38′E      | 12           |              |
| Ghiacciaio Finsterwalder                                   | 67°19′S 66°20′W       | 16           |              |
| Ghiacciaio Fisher                                          | 73°15′S 66°00′E       | 185          |              |
| Ghiacciaio Fitch                                           | 72°01′S 168°07′E      |              |              |
| Ghiacciaio Fitzgerald                                      | 73°33′S 166°15′E      | 24           |              |
| Ghiacciaio Flanagan                                        | 79°29′S 82°42′W       |              |              |
| Ghiacciaio Flask                                           | 65°47′S 62°25′W       | 42           |              |
| Ghiacciaio Fleece                                          | 65°54′S 63°10′W       |              |              |
| Ghiacciaio Fleming                                         | 69°25′S 66°40′W       | 46,3         |              |
| Ghiacciaio Flint                                           | 67°20′S 65°25′W       |              |              |
| Ghiacciaio Flogeken                                        | 72°04′S 4°09′E        |              |              |
| Ghiacciaio Flynn                                           | 81°31′S 159°21′E      | 20           |              |
| Ghiacciaio Foggydog                                        | 79°47′S 158°40′E      | 7            |              |
| Ghiacciaio Foley                                           | 71°58′S 101°10′W      | 7            |              |
| Flusso di ghiaccio della Fondazione                        | 83°15′S 60°00′W       |              |              |
| Ghiacciaio Fonfon                                          | 78°11′00″S 86°01′50″W | 4            | 2,3          |
| Ghiacciaio Forbes (Terra di Graham)                        | 67°48′S 66°44′W       | 16           | 3,4          |
| Ghiacciaio Forbes (Terra di Mac. Robertson)                | 67°39′S 62°22′E       |              |              |
| Ghiacciaio Forel                                           | 67°29′S 66°30′W       | 4            | 1,5          |
| Ghiacciaio Foreman                                         | 69°18′S 71°22′W       |              |              |
| Ghiacciaio Fortenberry                                     | 70°48′S 167°57′E      |              |              |
| Ghiacciaio della Forza di Supporto                         | 82°45′S 46°30′W       |              |              |
| Ghiacciaio Fox                                             | 66°15′S 114°20′E      |              |              |
| Ghiacciaio Frachat                                         | 69°08′S 69°58′W       |              |              |
| Ghiacciaio Français                                        | 66°33′S 138°15′E      | 22           | 7            |
| Ghiacciaio Franca                                          | 68°23′S 65°34′W       |              |              |
| Ghiacciaio Frank Newnes                                    | 71°25′S 169°19′E      |              |              |
| Ghiacciaio Frankenfield                                    | 71°52′S 98°13′W       |              |              |
| Ghiacciaio Freeman                                         | 66°10′S 132°24′E      |              |              |
| Ghiacciaio Freimanis                                       | 72°05′S 168°15′E      |              |              |
| Ghiacciaio Fricker                                         | 67°03′S 65°00′W       | 17           |              |
| Ghiacciaio Friederichsen                                   | 66°38′S 64°09′W       | 12           |              |
| Ghiacciaio Frost                                           | 67°05′S 129°00′E      |              |              |
| Ghiacciaio Frostman                                        | 75°08′S 137°57′W      |              |              |
| Ghiacciaio Funk                                            | 65°34′S 63°46′W       |              |              |
| Ghiacciaio Fuerza Aérea                                    | 62°30′S 59°39′W       |              |              |
| Ghiacciaio Gabare                                          | 78°44′20″S 84°04′20″W | 9            | 2,6          |
| Ghiacciaio Gain                                            | 71°01′S 61°25′W       |              |              |
| Ghiacciaio Gair                                            | 73°03′S 166°32′E      | 19           |              |
| Ghiacciaio Gannutz                                         | 70°24′S 162°11′E      |              |              |
| Ghiacciaio Gardiner                                        | 86°01′S 131°48′W      |              |              |
| Ghiacciaio Garfield                                        | 74°57′S 136°35′W      | 10           |              |
| Ghiacciaio Garwood                                         | 78°01′S 163°57′E      |              |              |
| Ghiacciaio Gaussiran                                       | 80°00′S 159°10′E      |              |              |
| Ghiacciaio George                                          | 70°41′S 164°16′E      |              |              |
| Ghiacciaio Gerila                                          | 78°12′25″S 86°02′00″W | 7,5          | 2            |
| Ghiacciaio Gerontius                                       | 69°31′S 70°34′W       |              |              |
| Ghiacciaio Geysen                                          | 73°31′S 64°36′E       |              |              |
| Ghiacciaio Giaever                                         | 72°37′S 31°09′E       |              |              |
| Ghiacciaio Gibbs                                           | 68°28′S 66°00′W       | 23           |              |
| Ghiacciaio Gilbert                                         | 70°00′S 71°00′W       | 37           |              |
| Ghiacciaio Gilchrist                                       | 66°07′S 114°06′E      |              |              |
| Ghiacciaio Gildea                                          | 78°38′S 85°39′W       | 10           | 5            |
| Ghiacciaio Giles                                           | 78°40′S 84°46′W       |              |              |
| Ghiacciaio Gillespie                                       | 85°11′S 175°12′W      |              |              |
| Ghiacciaio Gillock                                         | 72°00′S 24°08′E       | 9            |              |
| Ghiacciaio Giove                                           | 70°57′S 68°30′W       | 19           | 9            |
| Ghiacciaio Gjel                                            | 71°53′S 24°55′E       | 31           |              |
| Ghiacciaio Glazunov                                        | 72°25′S 70°37′W       |              |              |
| Ghiacciaio Glen                                            | 80°44′S 25°16′W       | 11           |              |
| Ghiacciaio Glenzer                                         | 65°58′S 103°15′E      | 8            |              |
| Ghiacciaio Glitrefonna                                     | 71°57′S 25°33′E       |              |              |
| Ghiacciaio Gluvreklett                                     | 72°14′S 2°35′E        |              |              |
| Ghiacciaio Goff                                            | 72°14′S 97°26′W       |              |              |
| Ghiacciaio Goldsmith                                       | 78°56′S 27°42′W       | 11           |              |
| Ghiacciaio Goodell                                         | 72°55′S 88°30′W       | 9            |              |
| Ghiacciaio Goodenough                                      | 72°00′S 66°40′W       |              |              |
| Ghiacciaio Goodwin                                         | 65°06′S 62°57′W       | 9            |              |
| Ghiacciaio Gopher                                          | 73°28′S 94°00′W       |              |              |
| Ghiacciaio Gordon                                          | 80°17′S 26°09′W       |              |              |
| Ghiacciaio Gowan                                           | 79°07′S 85°39′W       | 28           |              |
| Ghiacciaio Gramada                                         | 63°02′S 62°35′W       | 3            |              |
| Ghiacciaio Graveson                                        | 71°00′S 163°45′E      |              |              |
| Ghiacciaio Gray                                            | 82°23′S 159°35′E      | 11           |              |
| Ghiacciaio Green                                           | 64°58′S 61°52′W       | 15           | 4            |
| Ghiacciaio Green (Terra di Oates)                          | 79°43′S 156°10′E      | 11           |              |
| Ghiacciaio Greenwell                                       | 71°20′S 165°00′E      | 83           |              |
| Ghiacciaio Gregory                                         | 64°08′S 60°48′W       |              |              |
| Ghiacciaio Griffith                                        | 86°11′S 149°24′W      |              |              |
| Ghiacciaio Grigorov                                        | 64°09′S 62°08′W       | 1,8          |              |
| Ghiacciaio Grimes                                          | 79°12′S 84°22′W       |              |              |
| Ghiacciaio Grimley                                         | 69°09′S 64°40′W       | 23           | 5            |
| Ghiacciaio Grotto                                          | 70°45′S 68°35′W       | 46           |              |
| Ghiacciaio Grubb                                           | 65°56′S 62°38′W       |              |              |
| Ghiacciaio Gruendler                                       | 72°38′S 167°28′E      | 19           |              |
| Ghiacciaio Gruening                                        | 71°52′S 61°55′W       |              |              |
| Ghiacciaio Guard                                           | 71°01′S 62°10′W       |              |              |
| Ghiacciaio Guerrero                                        | 78°32′S 84°15′W       | 13           |              |
| Ghiacciaio Gunnestad                                       | 72°03′S 23°50′E       | 22           |              |
| Ghiacciaio Gurling                                         | 70°34′S 62°20′W       |              |              |
| Ghiacciaio Haas                                            | 85°45′S 164°55′W      |              |              |
| Ghiacciaio Haefeli                                         | 67°18′S 66°23′W       | 3,2          |              |
| Ghiacciaio Haffner                                         | 71°28′S 169°24′E      |              |              |
| Ghiacciaio Haines                                          | 73°21′S 62°33′W       |              | 7,4          |
| Ghiacciaio Hale                                            | 72°13′S 100°33′W      | 10           |              |
| Ghiacciaio Haley                                           | 71°33′S 61°50′W       | 15           |              |
| Ghiacciaio Hålisen                                         | 72°02′S 8°51′W        |              |              |
| Ghiacciaio Hall                                            | 73°54′S 76°23′W       |              |              |
| Ghiacciaio Hamblin                                         | 66°24′S 65°07′W       |              |              |
| Hamilton (costa di Shackleton)                             | 82°46′S 160°15′E      | 22           |              |
| Ghiacciaio Hammond                                         | 77°25′S 146°00′W      | 64           |              |
| Ghiacciaio Hampton                                         | 69°20′S 70°05′W       | 46           | 9            |
| Ghiacciaio Hand                                            | 72°58′S 168°05′E      |              |              |
| Ghiacciaio Hansen                                          | 78°21′S 84°33′W       | 19           |              |
| Ghiacciaio Hansen (Terra della Regina Maud)                | 72°06′S 22°45′E       | 27           |              |
| Ghiacciaio Hargreaves (Terra della Principessa Elisabetta) | 69°46′S 74°20′E       |              |              |
| Ghiacciaio Hargreaves (Terra della Regina Maud)            | 72°11′S 23°13′E       |              |              |
| Ghiacciaio Hariot                                          | 69°00′S 66°20′W       |              |              |
| Ghiacciaio Harlin                                          | 70°53′S 160°50′E      |              |              |
| Ghiacciaio Harper                                          | 73°52′S 163°05′E      | 15           |              |
| Ghiacciaio Haskell                                         | 73°34′S 94°13′W       |              |              |
| Ghiacciaio Hatherton                                       | 79°55′S 157°35′E      | 60           |              |
| Ghiacciaio Haumea                                          | 71°00′S 68°39′W       |              |              |
| Ghiacciaio Hayes                                           | 76°16′S 27°54′W       |              |              |
| Ghiacciaio Haynes                                          | 75°25′S 109°30′W      |              |              |
| Ghiacciaio Hearfield                                       | 72°26′S 167°42′E      | 25           |              |
| Ghiacciaio Heezen                                          | 72°45′S 61°18′W       |              |              |
| Ghiacciaio Hei                                             | 72°29′S 0°35′E        |              |              |
| Ghiacciaio Heidemann                                       | 82°33′S 162°50′E      | 9            |              |
| Ghiacciaio Heilman                                         | 82°37′S 160°46′E      |              |              |
| Ghiacciaio Heim                                            | 67°28′S 66°55′W       |              |              |
| Ghiacciaio Heitō                                           | 69°16′S 39°48′E       |              |              |
| Ghiacciaio Hektoria                                        | 65°03′S 61°31′W       |              |              |
| Ghiacciaio Helfferich                                      | 70°35′S 160°12′E      | 13           |              |
| Ghiacciaio Helm                                            | 83°07′S 162°30′E      | 28           |              |
| Ghiacciaio Helman                                          | 72°12′S 168°28′E      |              |              |
| Ghiacciaio Henderson                                       | 79°47′S 82°25′W       | 13           |              |
| Ghiacciaio Henryk                                          | 64°42′S 62°30′W       |              |              |
| Ghiacciaio Henson                                          | 64°06′S 60°11′W       |              |              |
| Ghiacciaio Hess                                            | 67°13′S 65°05′W       | 8,5          |              |
| Ghiacciaio Hette                                           | 71°43′S 26°35′E       | 8            |              |
| Ghiacciaio Higashi-naga-iwa                                | 68°27′S 41°38′E       |              |              |
| Ghiacciaio Hill                                            | 73°03′S 75°40′W       |              |              |
| Ghiacciaio Hinkley                                         | 78°27′S 85°20′W       |              |              |
| Ghiacciaio Hinton                                          | 80°03′S 157°10′E      | 27           |              |
| Ghiacciaio Hlubeck                                         | 72°30′S 97°09′W       | 16           |              |
| Ghiacciaio Hoek                                            | 66°00′S 65°04′W       |              |              |
| Ghiacciaio Holcomb                                         | 75°35′S 142°48′W      |              |              |
| Ghiacciaio Holmes                                          | 66°46′S 126°54′E      |              |              |
| Ghiacciaio Holoviak                                        | 71°22′S 72°09′W       |              |              |
| Ghiacciaio Holt                                            | 74°40′S 110°36′W      |              |              |
| Ghiacciaio Honeycomb                                       | 72°07′S 169°52′E      |              |              |
| Ghiacciaio Honnør                                          | 69°23′S 39°50′E       |              |              |
| Ghiacciaio Hopkins                                         | 66°36′S 65°42′W       |              |              |
| Flusso di ghiaccio Horlick                                 | 85°17′S 132°00′W      |              |              |
| Ghiacciaio Horrall                                         | 75°00′S 114°28′W      |              |              |
| Ghiacciaio Hoshko                                          | 71°49′S 163°24′E      |              |              |
| Ghiacciaio Hotine                                          | 65°08′S 63°52′W       |              |              |
| Ghiacciaio Hough                                           | 78°32′S 84°20′W       |              |              |
| Ghiacciaio Houston                                         | 70°34′S 62°03′W       |              |              |
| Ghiacciaio Hovde                                           | 69°15′S 76°55′E       | 7            |              |
| Ghiacciaio Howe                                            | 86°14′S 149°12′W      |              |              |
| Ghiacciaio Hudman                                          | 78°54′S 84°12′W       |              |              |
| Ghiacciaio Hueneme                                         | 85°49′S 131°15′W      | 15           |              |
| Ghiacciaio Hugi                                            | 66°11′S 65°07′W       |              |              |
| Ghiacciaio Hulbe                                           | 73°47′S 125°55′W      |              |              |
| Ghiacciaio Hull                                            | 75°05′S 137°15′W      | 56           |              |
| Ghiacciaio Humphries                                       | 72°51′S 168°50′E      |              |              |
| Ghiacciaio Hunter                                          | 71°44′S 163°00′E      | 13           |              |
| Ghiacciaio Hushen                                          | 71°26′S 72°52′W       |              |              |
| Ghiacciaio Hyde                                            | 79°48′S 83°42′W       |              |              |